# Stefanie Lutz
Stefanie Lutz (geboren 1980 oder 1981) ist eine deutsche Behindertensportlerin. Sie repräsentierte Deutschland bei den Special Olympics World Summer Games 2019 in Abu Dhabi im Bereich Roller Skating und erwarb mit ihrem Team eine Silbermedaille.

## Leben und Karriere
Stefanie Lutz lebt in Bad Schwartau.
Seit 2010 beteiligt sie sich an Special Olympics Wettkämpfen.  Lutz nahm mit dem Team ihres Arbeitgebers, der Vorwerker Diakonie (seit 2023 Diakonie Nord Nord Ost), an den Special Olympics National Games in Deutschland 2010, 2012, 2014, 2016 und 2018 teil, außerdem mehrmals an Special Olympics Landesspielen Schleswig-Holstein.
Lutz begann ihre sportliche Karriere mit Schwimmen und wechselte dann zum Roller Skaten. Damit war sie 2019 bei den Special Olympics Weltspielen in Abu Dhabi dabei. Im Staffelwettbewerb 4 × 100 m erwarb sie dort mit ihrem Team die Silbermedaille.
Erst 2021 entdeckte sie ihre Freude am Golfspiel. Sie trainiert beim Golfclub Curau in der ersten deutschen Trainingsgruppe für Menschen mit Beeinträchtigungen im Golfsport. Im Juni 2022 nahm Lutz an den Special Olympics National Games 2022 in Berlin teil. Sie trat für die Vorwerker Diakonie/Golfclub Curau in der Disziplin Level 1 an, einem Geschicklichkeitswettbewerb über sechs Stationen. In den verschiedenen Disziplinen beteiligten sich 42 Teilnehmerinnen und Teilnehmer. Lutz belegte den 2. Platz und erhielt damit die Silbermedaille.
Im Dezember 2022 wurde Lutz für die Teilnahme an den Special Olympics World Summer Games 2023 in Berlin nominiert. Dort maßen sich 200 Personen aus über 190 Nationen in fünf Disziplinen im Golf. Sie trat im Level 1 D11 an.

## Aufgaben in der Öffentlichkeitsarbeit
Lutz ist Athletensprecherin im Landesverband Schleswig-Holstein von Special Olympics. Athletensprecherinnen und Athletensprecher vertreten die Interessen der Athletinnen und Athleten im Verband und sind beratende und stimmberechtigte Mitglieder in den SOD Gremien. Sie werden in alle Bereiche der Öffentlichkeitsarbeit einbezogen.